# Nyctimene
Nyctimene es un género de murciélagos de la familia Pteropodidae. Se distribuyen por las Filipinas, el este de Indonesia, Papúa Nueva Guinea y la parte norte de Queensland.

## Especies
El género Nyctimene contiene las siguientes especies:
- Nyctimene aello Thomas, 1900 - Nueva Guinea.[2]
- Nyctimene albiventer Gray, 1863 - Australia, Papúa Nueva Guinea, Indonesia e Islas Salomón.
- Nyctimene celaeno Thomas, 1922 - Indonesia.
- Nyctimene cephalotes Pallas, 1767 - Nueva Guinea e Indonesia.
- Nyctimene certans Andersen, 1912 - Indonesia y Nueva Guinea.
- Nyctimene cyclotis Andersen, 1910 - Indonesia y Nueva Guinea.
- Nyctimene draconilla Thomas, 1922 - Papúa Nueva Guinea y Nueva Guinea Occidental.
- Nyctimene keasti Kitchener, 1993 - Islas Kai, Tanimbar y Babar.
- Nyctimene major Dobson, 1877 - Islas Salomón y Papúa Nueva Guinea
- Nyctimene malaitensis Phillips, 1968 - Islas Salomón.
- Nyctimene masalai Smith e Hood, 1983 - Papúa Nueva Guinea.
- Nyctimene minutus Andersen, 1910 - Indonesia.
- Nyctimene rabori Heaney e Peterson, 1984 - Filipinas.
- Nyctimene robinsoni Thomas, 1904 - Australia (Queensland y Nueva Gales del Sur).
- †Nyctimene sanctacrucis Troughton, 1931 - Islas Santa Cruz.
- Nyctimene vizcaccia Thomas, 1914 - Papúa Nueva Guinea y en las Islas Salomón